# Ключеве
Ключе́ве (каз. Ключевое) — село у складі Бурабайського району Акмолинської області Казахстану. Входить до складу Катаркольського сільського округу.
Населення — 65 осіб (2021; 53 у 2009, 93 у 1999, 109 у 1989).
Національний склад станом на 1989 рік:
- росіяни — 50 %.